# Elżbieta bawarska

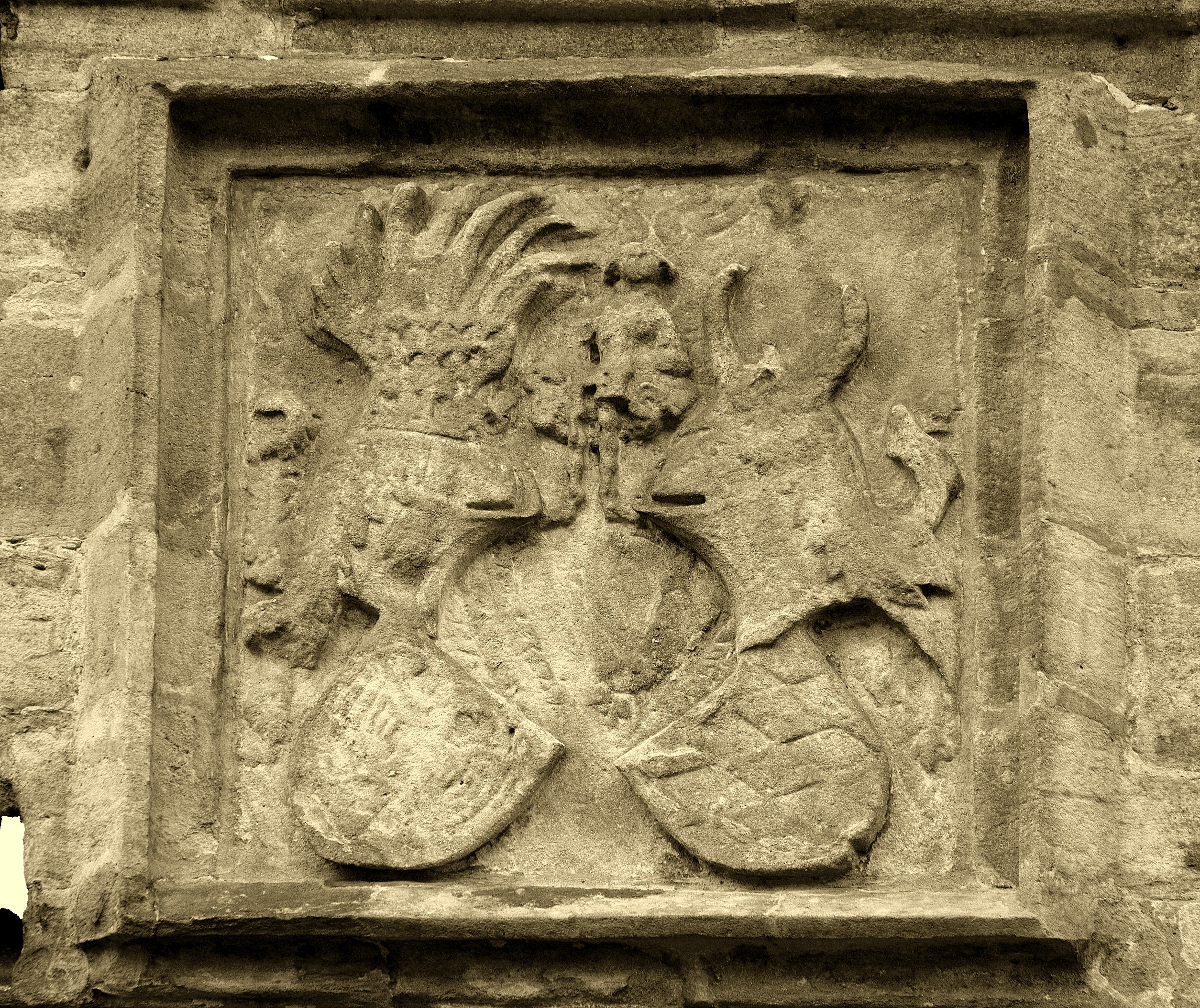
Herby Fryderyka i Elżbiety (Zamek Cadolzburg)

Herb Viscontich

Elżbieta bawarska (ur. 	1383 w  Landshut, zm. 13 listopada 1442 w Ansbach) – księżniczka, córka księcia Fryderyka Bawarskiego i jego drugiej żony  Maddaleny Visconti (1361-1404).
Elżbieta 18 września 1401 poślubiła Fryderyka I elektora Brandenburgii. Z tego związku urodzili się:
- Elżbieta (ur. 1403, zm. 31 października 1449 w Legnicy), żona ks. Ludwika II brzeskiego
- Jan Alchemik (ur. 1405, zm. 1465) – margrabia brandenburski,
- Cecylia (ur. 1405, zm. 4 stycznia 1449),
- Małgorzata (ur. 1410, zm. 27 lipca 1465 w Landshut),
- Magdalena (ur. 1412, zm. 27 października 1454 w Scharnebecku),
- Fryderyk II (ur. 1413, zm. 1471) – elektor brandenburski,
- Albert III Achilles (ur. 1414, zm. 1486) – elektor brandenburski,
- Zofia (ur. 1417, zm. 1417),
- Dorota (ur. 9 lutego 1420, zm. 19 stycznia 1491 w Rehnie) – żona Henryka IV Grubego,
- Fryderyk Młodszy (Tłusty) (ur. 1424, zm. 6 października 1463 w Tangermünde) – margrabia brandenburski[2][3].

## Potomkowie
| Pradziadkowie                                            | pan Kunštátu Wiktoryn Boček z Podiebradów (1403–1427) ∞ok. 1419 Anna z Vartenberka (ok. 1402–?) | pan Šternberka Smil Holický (ok. 1390–1433) ∞ok. 1423 Barbara z Pardubic (1408–1431)            | elektor Brandenburgii Fryderyk I (1371–1440) ∞1401 Elżbieta bawarska (1383–1442)                | margrabia Badenii Jakub (1407–1453) ∞1421 Katarzyna lotaryńska (1407–1439)                      | ks. żagański Henryk VIII Wróbel (1357–1397) ∞1388 Katarzyna opolska (1367–1420)                 | elektor Saksonii Rudolf III (1367–1419) ∞1396 Barbara legnicka (1372–1436)                      | ks. opawski Przemysł I (1365–1433) ∞ok. 1405 Katarzyna ziębicka (ok. 1390–1422)                 | pan Častolovic Půta Młodszy (ok. 1400–1434) ∞ok. 1420 Anna z Koldic (ok. 1405–ok. 1450)         |
| Dziadkowie                                               | kr. Czech Jerzy z Podiebradów (1420–1471) ∞1441 Kunegunda ze Šternberka (1612-1687)             | kr. Czech Jerzy z Podiebradów (1420–1471) ∞1441 Kunegunda ze Šternberka (1612-1687)             | elektor Brandenburgii Albrecht III Achilles (1414–1486) ∞1446 Małgorzata badeńska (1431–1457)   | elektor Brandenburgii Albrecht III Achilles (1414–1486) ∞1446 Małgorzata badeńska (1431–1457)   | ks. żagański Jan I (ok. 1385–1439) ∞1408 Scholastyka saska (1391–1463)                          | ks. żagański Jan I (ok. 1385–1439) ∞1408 Scholastyka saska (1391–1463)                          | ks. opawski Wilhelm (ok. 1410–1452) ∞1442 Salomea z Častolovic (ok. 1426–1489)                  | ks. opawski Wilhelm (ok. 1410–1452) ∞1442 Salomea z Častolovic (ok. 1426–1489)                  |
| Rodzice                                                  | ks. ziębicki i oleśnicki Karol I Podiebradowicz (1476–1536) ∞1488 Anna żagańska (ok. 1480–1541) | ks. ziębicki i oleśnicki Karol I Podiebradowicz (1476–1536) ∞1488 Anna żagańska (ok. 1480–1541) | ks. ziębicki i oleśnicki Karol I Podiebradowicz (1476–1536) ∞1488 Anna żagańska (ok. 1480–1541) | ks. ziębicki i oleśnicki Karol I Podiebradowicz (1476–1536) ∞1488 Anna żagańska (ok. 1480–1541) | ks. ziębicki i oleśnicki Karol I Podiebradowicz (1476–1536) ∞1488 Anna żagańska (ok. 1480–1541) | ks. ziębicki i oleśnicki Karol I Podiebradowicz (1476–1536) ∞1488 Anna żagańska (ok. 1480–1541) | ks. ziębicki i oleśnicki Karol I Podiebradowicz (1476–1536) ∞1488 Anna żagańska (ok. 1480–1541) | ks. ziębicki i oleśnicki Karol I Podiebradowicz (1476–1536) ∞1488 Anna żagańska (ok. 1480–1541) |
| Jan Podiebradowicz (1509–1565), ks. ziębicki i oleśnicki |                                                                                                 |                                                                                                 |                                                                                                 |                                                                                                 |                                                                                                 |                                                                                                 |                                                                                                 |                                                                                                 |